# Eldar Azizov
Eldar Azizov (en azerí: Eldar Əzizov, Bakú, Unión Soviética, 28 de junio de 1957) es un político azerbaiyano, perteneciente a Nuevo Azerbaiyán. Actualmente se desempeña como alcalde de Bakú, cargo al que accedió el 15 de noviembre de 2018.
Egresado de la Universidad Estatal de Bakú, fue nombrado vicealcalde de Bakú en el 16 de julio de 2018, cuatro meses antes de convertirse en alcalde de la ciudad.

## Biografía

### 1979-1990
En 1979 se graduó con honores del Departamento de Historia de la Universidad Estatal de Bakú que lleva el nombre de S. Kirov. A partir de ese año también comenzó a trabajar en varios puestos en el Comité Central del Komsomol de Azerbaiyán. Desde 1984, ha sido el primer secretario del Comisariado de la ciudad de Bakú. Desde 1989, ha sido elegido como secretario del Comité Central del Komsomol de Azerbaiyán.
En 1990, fue elegido diputado popular del Sóviet Supremo de la RSS de Azerbaiyán. Desde 1991 es secretario del Comité Central de la Unión Juvenil de Azerbaiyán.

### 1990-presente
Desde 1998 fue director del Departamento de Relaciones Internacionales de la Comisión Electoral Central de la República de Azerbaiyán, primer vicepresidente del Departamento de Relaciones Exteriores y Programas de Inversión del Poder Ejecutivo de la Ciudad de Bakú desde 1999, y desde marzo de 2000, vicealcalde de la ciudad de Bakú. En 2000-2003, fue alcalde del distrito de Nizami en Bakú, de la ciudad de Ganyá en 2003-2011 y de la ciudad de Sumgayit en 2011-2015. En 2015-2018, fue nombrado jefe del Poder Ejecutivo del Distrito Sabail en Bakú.
Fue nombrado vicealcalde de la ciudad de Bakú el 16 de julio de 2018.
El 15 de noviembre de 2018 fue nombrado alcalde de Bakú.
Es miembro de la Unión de Periodistas de Azerbaiyán, miembro honorario de la Unión de Arquitectos de Azerbaiyán, autor de "Difai" y más de doscientos artículos. En repetidas ocasiones ha sido elegido miembro del Consejo de Diputados de la ciudad de Bakú. Está casado y tiene dos hijos.

## Distinciones
- Orden de la Insignia de Honor en 1985 (Unión Soviética).
- Orden "Para el servicio a la patria" (Azerbaiyán).[7]